# 毛暁彤
毛 暁彤（マオ・シャオトン、1988年2月16日 - ）は、中華人民共和国の女優。

## 経歴
4歳から天津市の楽団でエレクトーンを習い、声楽、ダンスなどを学んで中央戯劇学院に進学。2010年にテレビドラマ『女神捕』に出演しデビューを果たす。以後、ドラマ『シンデレラはオンライン中!』『王女未央-BIOU-』（2016年）などの人気ドラマに出演し、30代に入った2019年にはドラマ『30女の思うこと 〜上海女子物語〜』で主演の1人を演じている。

## 出演作品

### 映画
- 少女時代（2012年）
- 我是奋青（2015年）
- 醉+拍档（2017年）
- 以年为单位的恋爱（2021年）

### テレビドラマ
- 女神捕（2010年）
- 傻春（2011年）
- 宮廷の諍い女 甄嬛传（2011年）
- 母子情仇（2012年）
- 叶落长安（2012年）
- 天涯明月刀 天涯明月刀（2012年）
- 咏春传奇（2012年）
- 唐山大地震（2013年）
- 代号九耳犬（2013年）
- 天龍八部〈新版〉 天龙八部（2013年）
- 宫锁连城（2014年）
- 淑女之家（2014年）
- 刀客家族的女人（2014年）
- 爱情回来了（2014年）
- 雪豹坚强岁月（2014年）
- 神雕侠侶〜天翔ける愛〜 神雕侠侣（2014年）
- 淑女之家（2015年）
- 雲中歌〜愛を奏でる〜 大汉情缘之云中歌（2015年）
- 乌鸦嘴妙女郎（2015年）
- 金牌红娘2（2015年）
- シンデレラはオンライン中! 微微一笑很倾城（2016年）
- 王女未央-BIOU- 锦绣未央（2016年）
- 不得不爱（2017年）
- 美味奇缘（2017年）
- 我的机器人男友（2019年）
- 谁的青春不叛逆（2019年）
- 重启之极海听雷（2020年）
- 二十不惑 Twenty Your Life On 二十不惑（2020年）
- 30女の思うこと 〜上海女子物語〜 三十而已（2020年）
- それでも僕らは 〜チャオ家の軌跡〜 乔家的儿女（2021年）
- 埃博拉前线（2021年）
- 心想事成（2023年）
- ユン・シャン伝 〜江湖 復讐の嵐〜 云襄传（2023年）
- 問心 问心（2023年）
- 庆余年2（2024年）